# Namco Museum Battle Collection
Namco Museum Battle Collection (o Namco Museum: Battle Collection) è una raccolta di classici videogiochi arcade Namco come Dig Dug, Pac-Man e Galaga. È stata messa in commercio per la PlayStation Portable in Giappone il 24 febbraio 2005 con undici giochi classici della storia di Namco. Il programma è stato sviluppato da Namco Tales Studio Ltd. La versione nordamericana contiene ulteriori dieci giochi ed è stata messa in commercio il 23 agosto 2005.
Oltre alle riproduzioni fedeli dei classici, la raccolta contiene quattro varianti di diversi giochi Namco molto noti. Questi (Pac-Man, Dig Dug, Galaga e New Rally-X) hanno una presentazione aggiornata e introducono una serie di nuovi concetti di gioco per ciascun titolo.
I giochi possono anche essere trasformati nelle dimensioni dello schermo. Il gioco trae vantaggio dalla funzionalità di condivisione della PlayStation Portable e permette di giocare anche con altre persone che non possiedono il disco, ma solo a una versione limitata a tempo, di un solo livello.

## Giochi
Namco Museum Battle Collection contiene i seguenti giochi.

### Arrangiamenti
- Pac-Man
- Dig Dug
- Galaga
- New Rally-X

Ogni titolo presente nel gioco è "arrangiato". Tuttavia, queste versioni sono le uniche per la Sony PlayStation Portable e non devono essere confusi con la serie originale (che comprendeva anche Xevious e Mappy) pubblicate nel 1995 e nel 1996. Nella galleria è presente anche New Rally-X. Le modalità di questa raccolta sono state pubblicate anche su iPhone con il titolo "Remix" e vi sono stati inclusi anche gli originali.

### Originali
- Galaxian (1979)
- King and Balloon (1980)*
- Pac-Man (1980)
- Rally-X (1980)
- Ms. Pac-Man (1981)
- Galaga (1981)
- Bosconian (1981)*
- New Rally-X (1981)
- Dig Dug (1982)
- Xevious (1982)*
- Mappy (1983)*
- Tower of Druaga (1984)*
- Dragon Buster (1984)*
- Grobda (1984)*
- Motos (1985)*
- Dig Dug II (1985)*
- Rolling Thunder (1986)*

"*" - Gioco incluso nel Vol.2

## Namco Museum Volume 2
In Giappone, la versione originale è conosciuta semplicemente come Namco Museum. Si compone di quattro arrangiamenti e le loro rispettive originali, ed ancora, Rally X, Galaxian, e Ms. Pac-Man.
Namco Museum Volume 2 è stato messo in commercio il 23 febbraio 2006. Composto in gran parte dai dieci titoli più famosi della Namco (indicato nella lista sopra con un asterisco), Il volume 2 contiene anche un port di Dragon Spirit del 1987 così come un nuovo gioco di moto e un arrangiamento aggiornato di Pac-Man dal titolo Pac-Man Arrangement Plus.

## Recensione
IGN gli ha assegnato un buon 7.5 su 10.